# Mascarell de Grant
El mascarell de Grant (Sula granti) és un mascarell, de la família Sulidae, que habita la costa oriental de l'Oceà Pacífic. Anteriorment es considerava una subespècie del mascarell emmascarat, però a partir de 1998 la Unió Americana d'Ornitòlegs acordà separar-ne el mascarell de Nazca com a espècie diferent.